# Comtes carolingis
El comtes carolingis eren els governadors d'un territori dels dominis de l'Imperi Carolingi, generalment un territori relativament petit a l'entorn d'una ciutat o vila principal.
L'ofici de comte es donava a persones entre les més importants del regne i portaven el títol d’Illustres el mateix que els reis. Tenien obligació de tenir els "plau" (placitum) o audiències públiques en el lloc determinat; mentre durava l'audiència havien d'estar en dejuni. Tractaven els afers civils i criminals en tot el comtat i especialment havien de vetllar per vídues, orfes, pobres i per l'Església. Encara que la seva autoritat judicial s'estenia a tot el territori del comtat la seva jurisdicció territorial efectiva es limitava a les seves terres. Els abats i bisbes i de vegades altres senyors eren vassalls directament del rei (vassi dominici, vassalls del senyor), mentre altres senyors eren feudataris del comte per haver obtingut les terres d'aquest o del senyor eclesiàstic per tenir-les per concessió d'aquest; al seu torn els feudataris podien concedir part de les seves terres o castells que esdevenien els seus feus i els posseïdors els seus vassalls.
Tenien uns ajudants en les tasques judicials, els juniores mentre les principals dignitats estaven en mans dels seniores (de majors, en va derivar senyors). Els principals càrrecs subalterns eren el de vescomte o vicari, el de centener, i el de conseller. Cada comtat estava dividit com a jurisdicció en vegueries (però el veguer no governava sobre la vegueria, només hi exercia justícia; generalment les seves terres estaven a la zona però podia tenir terres a altres vegueries o les podia adquirir). A més petit nivell les vegueries es dividien en centúries amb els centeners en la mateixa situació. Dels dominis dels veguers van sorgir els vescomtats i dels dominis dels centeners els senyorius.